# Ford Equator Sport
Der Ford Equator Sport ist ein Kompakt-SUV, der von Ford in Zusammenarbeit mit dem chinesischen Automobilhersteller Jiangling Motors entwickelt wurde und hergestellt wird.

## Geschichte
Nach dem größeren, optisch ähnlichen Equator debütierte im Oktober 2021 eine kürzere Version mit dem Namenszusatz „Sport“. Offentlichkeitspremiere hatte sie im darauffolgenden Monat im Rahmen der Guangzhou Auto Show. Im März 2022 kam das Fahrzeug auf dem chinesischen Heimatmarkt in den Handel. Eine überarbeitete Version der Baureihe wurde im September 2024 präsentiert. Exportiert wird das SUV als Ford Territory beispielsweise nach Mexiko, Argentinien oder Brasilien.

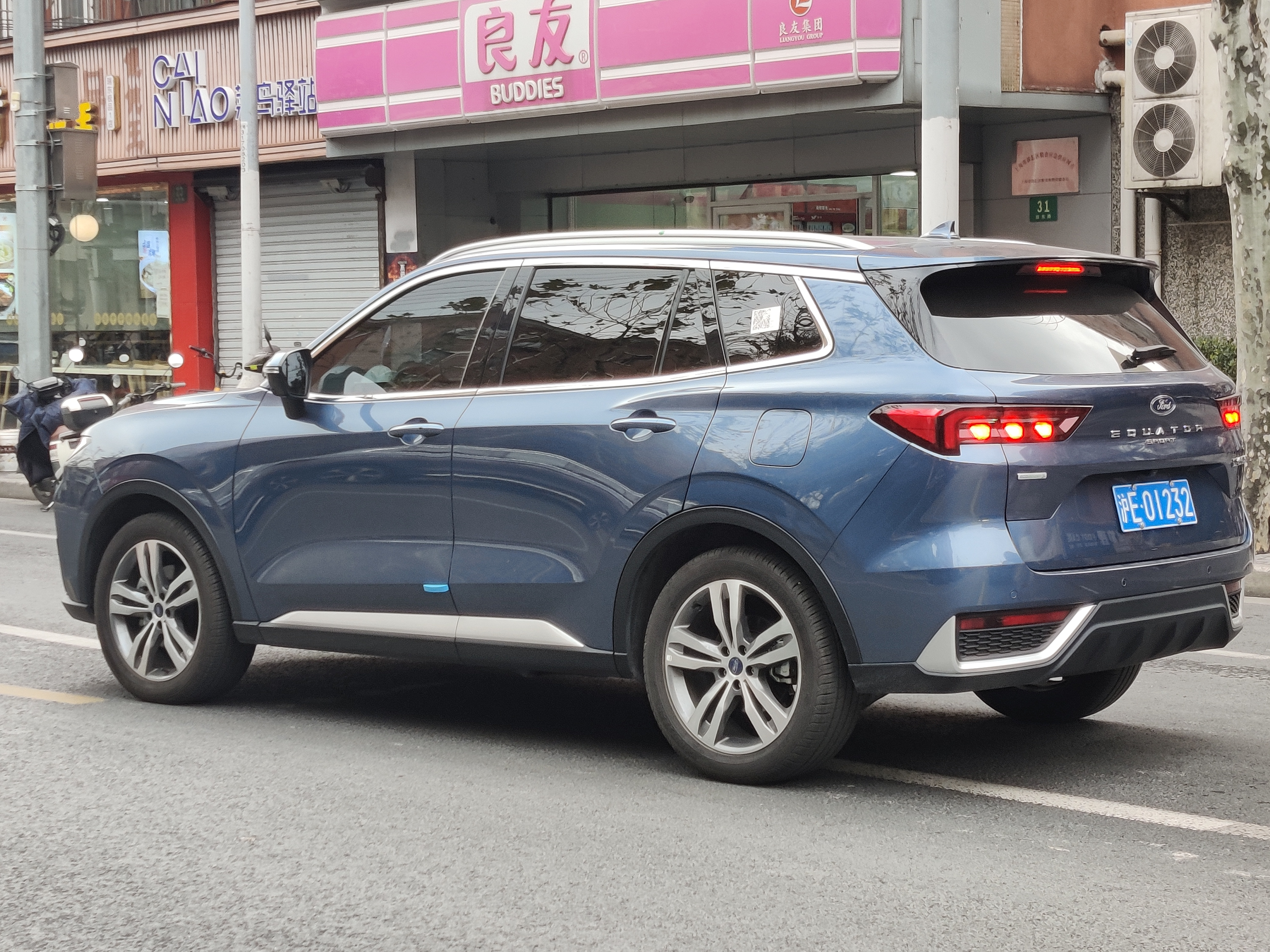
Heckansicht
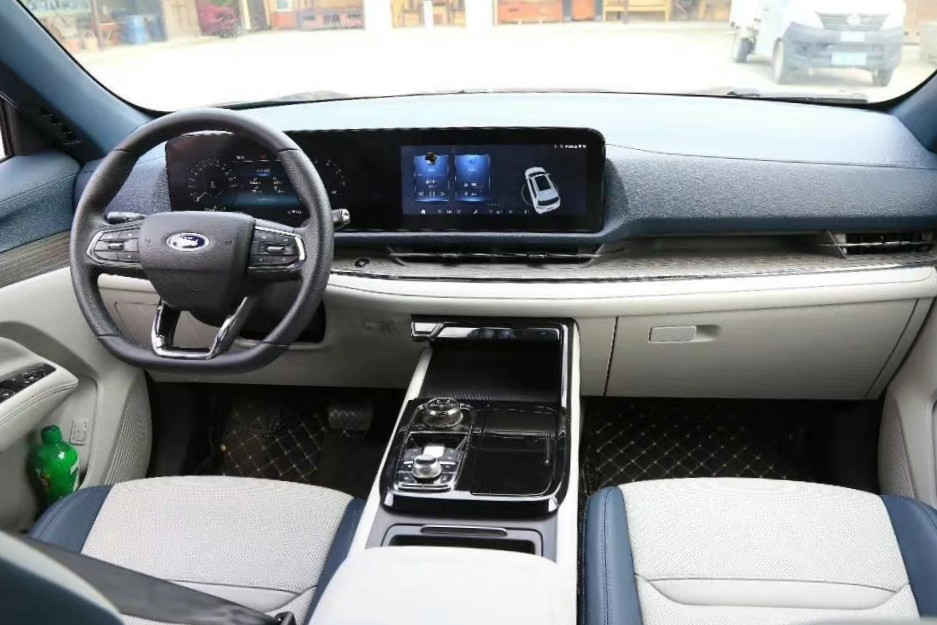
Innenansicht
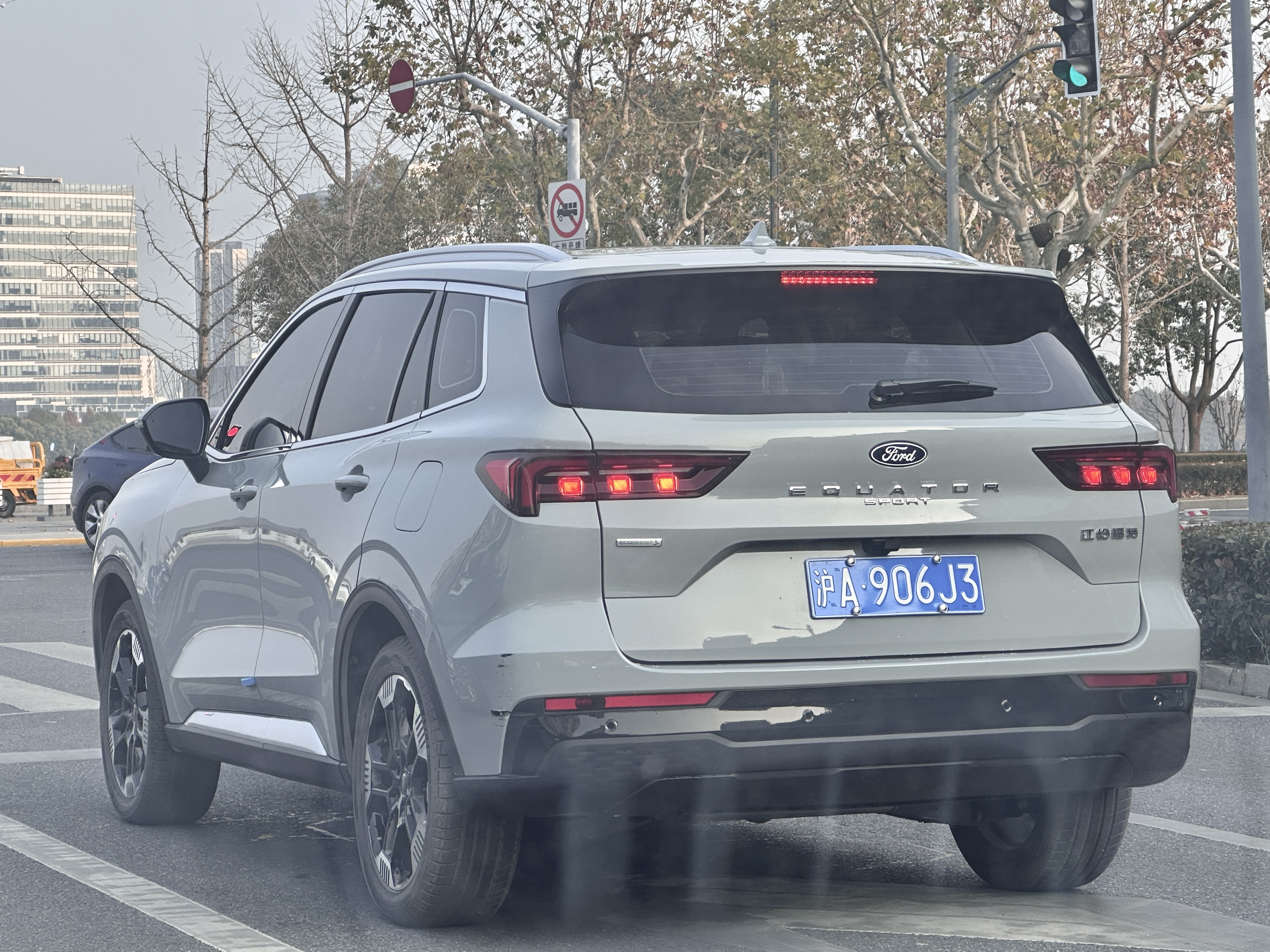
Ford Equator Sport (seit 2024)

## Ausstattung
Der Ford Equator Sport ist serienmäßig mit einer Vielzahl von Komfort- und Sicherheitsfunktionen ausgestattet, darunter ein 12,3-Zoll-Display im Instrumentencluster, ein Infotainmentsystem mit Apple CarPlay und Android Auto, eine 360-Grad-Kamera und ein adaptiver Tempomat.
Zusätzlich ist das SUV mit einem Fahrerassistenzsystem ausgestattet, das unter anderem einen Spurhalteassistenten, einen adaptiven Fernlichtassistenten, einen Notbremsassistenten und einen Totwinkelassistenten umfasst.

## Technik
Der Equator Sport wird von einem 1,5-Liter-EcoBoost-Vierzylinder-Ottomotor angetrieben, der eine Leistung von 125 kW (170 PS) und ein Drehmoment von 260 Nm erzeugt. Das SUV verfügt über ein Siebengang-Doppelkupplungsgetriebe und Vorderradantrieb. Die Höchstgeschwindigkeit wird mit 180 km/h angegeben. Auf einigen Exportmärkten kommt hingegen ein 1,8-Liter-EcoBoost-Ottomotor mit bis zu 138 kW (187 PS) zum Einsatz. Mit der Modellpflege 2024 folgte in China ein Plug-in-Hybrid-Antrieb mit einer Systemleistung von 160 kW (218 PS).
|                                             | EcoBoost 170                     | EcoBoost 170                     | EcoBoost 185                     | EcoBoost 185                     | Plug-in-Hybrid                              |
| ------------------------------------------- | -------------------------------- | -------------------------------- | -------------------------------- | -------------------------------- | ------------------------------------------- |
| Markt                                       | Brasilien                        | China                            | Argentinien                      | Mexiko                           | China                                       |
| Bauzeitraum                                 | seit 08/2023                     | seit 03/2022                     | seit 04/2023                     | seit 09/2022                     | seit 11/2024                                |
| Motorkenndaten                              |                                  |                                  |                                  |                                  |                                             |
| Motorart                                    | Ottomotor                        | Ottomotor                        | Ottomotor                        | Ottomotor                        | Ottomotor + Elektromotor                    |
| Motorbauart                                 | Reihen-Vierzylinder-Motor        | Reihen-Vierzylinder-Motor        | Reihen-Vierzylinder-Motor        | Reihen-Vierzylinder-Motor        | Reihen-Vierzylinder-Motor                   |
| Motoraufladung                              | Turbolader                       | Turbolader                       | Turbolader                       | Turbolader                       | Turbolader                                  |
| Hubraum                                     | 1490 cm³                         | 1490 cm³                         | 1764 cm³                         | 1764 cm³                         | 1498 cm³                                    |
| max. Leistung Verbrennungsmotor bei min−1   | 124 kW (169 PS) / 5500           | 125 kW (170 PS) / 5400–5700      | 136 kW (185 PS) / 5200           | 138 kW (187 PS)                  | 110 kW (150 PS) / 5500                      |
| max. Leistung Elektromotor                  | —                                | —                                | —                                | —                                | 60 kW (82 PS)                               |
| max. Systemleistung                         | —                                | —                                | —                                | —                                | 160 kW (218 PS)                             |
| max. Drehmoment Verbrennungsmotor bei min−1 | 250 Nm / 1500–3500               | 260 Nm / 1500–3000               | 320 Nm / 1750–3000               | 320 Nm / 1750–3000               | 240 Nm / 2000–3000                          |
| max. Systemdrehmoment                       | —                                | 315 Nm                           |                                  |                                  |                                             |
| Kraftübertragung                            |                                  |                                  |                                  |                                  |                                             |
| Antrieb, serienmäßig                        | Vorderradantrieb                 | Vorderradantrieb                 | Vorderradantrieb                 | Vorderradantrieb                 | Vorderradantrieb                            |
| Getriebe, serienmäßig                       | 7-Stufen-Doppelkupplungsgetriebe | 7-Stufen-Doppelkupplungsgetriebe | 7-Stufen-Doppelkupplungsgetriebe | 7-Stufen-Doppelkupplungsgetriebe | 2-Stufen-Hybridgetriebe                     |
| Messwerte                                   |                                  |                                  |                                  |                                  |                                             |
| Höchstgeschwindigkeit                       | 201 km/h                         | 180 km/h                         | k. A.                            | k. A.                            | 180 km/h                                    |
| Beschleunigung, 0–100 km/h                  | 10,3 s                           | k. A.                            | k. A.                            | k. A.                            | 7,5 s                                       |
| Kraftstoffverbrauch auf 100 km (kombiniert) | 8,5 l Super                      | 7,5 l Super                      | 7,1 l Super                      | k. A.                            | 1,1 l Super                                 |
| Tankinhalt                                  | 60 l                             | 60 l                             | 60 l                             | 60 l                             | 52 l                                        |
| Antriebsbatterie                            | —                                | —                                | —                                | —                                | Lithium-Eisenphosphat-Akkumulator: 18,4 kWh |
| Abgasnorm                                   | k. A.                            | China VI                         | Euro 5b                          | k. A.                            | China VI                                    |